# Parkdiplom
Parkdiplom er en uddannelsen hvis  fulde navn er Teknologisk diplomuddannelse i parkvirksomhed, og den foregår på Skovskolen, Københavns Universitet.
Uddannelsen har fokus på parkteknisk styring og samarbejde ved anlæg og drift af parker, idrætsanlæg, kirkegårde, trafikanlæg, naturområder osv. Anlæg dækker især etablering ved nyanlæg, og større tiltag ved forandring eller renovering. Drift omfatter de efterfølgende opgaver for at opretholde og videreudvikle standard ved nyanlæg.
Parkdiplom er en fleksibel efteruddannelse, som kan kombineres med et fuldtidsjob.
Skovskolen er en del af Institut for Geovidenskab og Naturforvaltning på Københavns Universitet.